# 세쿼이아

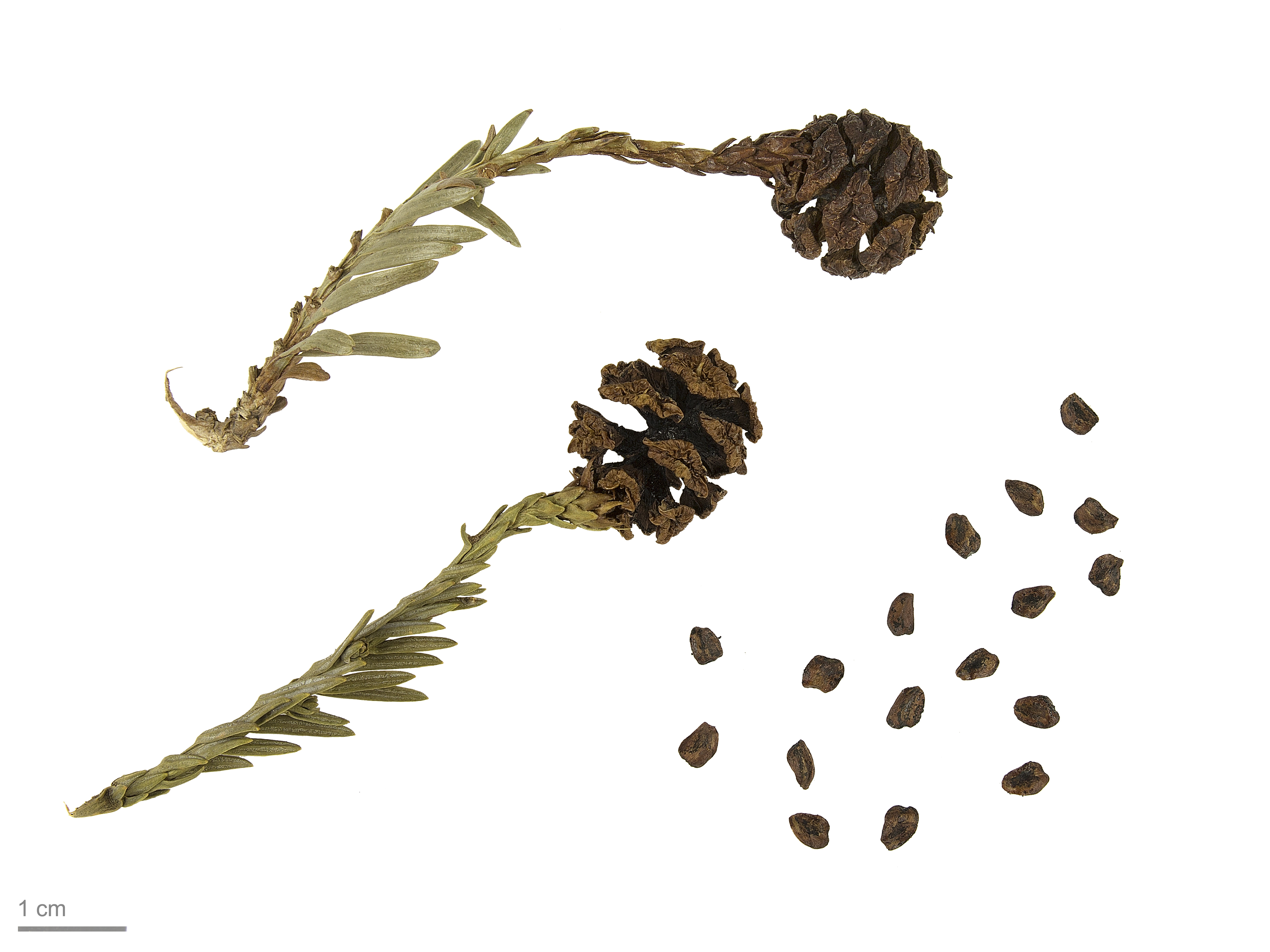
Sequoia sempervirens

세쿼이아 또는 레드우드, 미국삼나무(美國杉-)는 소나무목 측백나무과의 나무이다. 학명은 Sequoia sempervirens이다. 미국과 뉴질랜드가 원산이며 세계에서 가장 큰 나무이다. 현재 세쿼이아속에 속한 식물들 가운데 유일하게 현존하는 종이다.

## 이름
한국 남부와 일본에서 자라는 삼나무와 비슷하여 미국삼나무라고 부른다. 주로 캘리포니아 태평양 연안지역에 서식하여 'Coast Redwood' 또는 'California Redwood'라고도 한다.

## 생태
미국의 캘리포니아의 북서해안과 오리건의 남서부와 뉴질랜드 등지에서만 자란다. 수령은 2500~3000년 정도이며 최대높이가 112m나 되는 세계에서 가장 큰 나무이다. 나무가 높아질수록 물관이 전달하는 물의 높이가 제한되기 때문에 수분의 25~50%를 안개에서 얻는다. 안개가 많이 발생하는 여름에는 약 680kg의 수분을 흡수한다. 여름에 많은 성장을 하며 최대 매년 1.8m식 자라고 300년이 지나면 100m이상의 거목이 된다. 바다에서 불어오는 습기로 인해 강수량이 많은 산에서 자란다. 열매를 맺는 주기는 보통 10년인데 그때마다 수백만 개의 씨앗을 뿌린다. 세부적으로는 60여개의 가지, 200개 이상의 2차몸통, 임관토양 220kg, 잎의 총 무게 1.5톤이다. 씨앗이나 싹을 통해서 번식하고 씨앗의 크기는 보통 토마토 씨앗만하며 3.5~6mg이고 씨앗의 날개는 별로 기능이 없어서 바람에 의해서는 60~120m밖에 못 날아간다.

## 쓰임새

### 목재
세쿼이아 목재는 단단하고 재질이 좋아 가구재 등으로 사용되었다. 부피가 크기 때문에 거목 하나만으로 2천개의 탁자를 만들 수 있다. 불에 타지 않는 성질과 썩지도 않는 장점이 있어 미국에서는 목책으로 쓰인다. 레드우드 국립공원에 가면 나무길을 많이 볼 수 있는 이유이다. 서부에서 벌채 사업을 하는 원인이였고 현재는 95%의 세쿼이아가 벌채되었다.

## 별칭
미국의 대통령의 이름을 딴 세쿼이아
- President Tree
- Mckinley Tree
- Lincoln Tree
- Rosevelt Tree

미국의 부통령의 이름을 딴 세쿼이아
- Sherman Tree

기타
- Grandfather Tree
- Chandelier Tree

## 공원
- Humboldt Redwoods State Park
- Redwood National and State Parks: National and State Parks complex in Northern California.
  - Prairie Creek Redwoods State Park, California
  - Del Norte Coast Redwoods State Park, California
  - Jedediah Smith Redwoods State Park, California